# Nationalmuseum, Helsingfors
Nationalmuseum (finska: Kansallismuseo) i Helsingfors är ett statligt  finländskt historiskt museum. Det förevisar Finlands historia från stenåldern till nutid. 
Nationalmuseum  grundades år 1893 genom en sammanslagning av de arkeologiska, historiska, numismatiska och etnologiska samlingarna som tidigare tillhört universitetet, studentnationerna och Finska Fornminnesföreningen. I början var museets officiella namn Statens historiska museum.

## Byggnaden
Den nationalromantiska byggnaden planerades av arkitekttrion Gesellius-Lindgren-Saarinen. På utsidan efterliknar byggnaden arkitekturen i medeltida finska stenkyrkor och slott. Arkitekturen är främst nationalromantisk medan interiören är jugend. Museet byggdes åren 1905-1910 och öppnades för allmänheten 1916. Museet fick namnet Nationalmuseum efter att Finland blivit självständigt år 1917. Den senaste stora renoveringen blev klar år 2000. 
Den 23 januari 2006 skedde en explosion i silverrummet i nationalmuseet, som orsakades av att metan kommit in i en städskrubb via ett avloppsrör. Enligt polisens undersökningar berodde explosionen högst sannolikt på att naturgas hade börjat läcka från ett skadat naturgasrör vid Museigatan som ligger nära museet. Gasen spred sig längs avloppsnätet via en golvbrunn, som varit torr, i nationalmuseet till en städskrubb. Gasblandningen antändes av en gnista, troligen från elskåpet i städskrubben. Av drygt 200 silverföremål skadades endast 49 lindrigt. Ingen person skadades. Alla föremål reparerades 2006 och silverrummet öppnades för publiken våren 2007.
Nationalmuseets torn totalrenoverades 2017. Under renoveringen fotograferades, dokumenterades, numrerades och nedmonterades alla stenarna i tornet, en efter en. Efter genomförd installation av värmeledningar och byggnation av ventilationskanaler monterades stenarna på exakt samma plats som tidigare. Insidan av tornet, öppningar, dörrar och balkonger återställdes.
År 2019 utlyste Nationalmuseum, Museiverket och Senatfastigheter en internationell arkitekttävling för utformning av en tillbyggnad till museet. Av de totalt 185 inkomna förslagen utvaldes fem till sluttävlingen. Den finländska arkitektbyrån JKMM Arkitekter vann tävlingen med sitt förslag kallat "Atlas".Tillbyggnaden är hopbunden med den ursprungliga museibyggnaden med en skulpturalt utformad nybyggnad ovan jord samt nya, underjordiska lokaler, och den lyfter fram museets sedan länge underutnyttjad trädgård. Tillbyggnaden kan användas också fristående, oberoende av huvudbyggnaden. Den planeras färdigställas år 2025.

## Utställningar
Den permanenta utställningen består av fem delar: Förhistoria, vilket är Finlands största arkeologiska utställning; Riket, som behandlar Finlands samhälleliga och kulturella utveckling från medeltiden till 1900-talets början; Ett land och dess folk visar livet på landsbygden före industrialiseringen; Skattkammaren innehåller pengar, medaljer, silver, juveler och vapen. 
Verkstaden Vintti presenterar en interaktiv utställning, där besökaren kan bekanta sig med Finlands historia och kultur med hjälp av både händer och huvud.
Efter ingången till museet möts man av Akseli Gallen-Kallelas fresker i taket. Dessa kan man beundra utan att betala inträdesavgift. Freskerna målades år 1928 och har som förebild de fresker som fanns i Finlands paviljong under världsutställningen i Paris år 1900.

## Bildgalleri

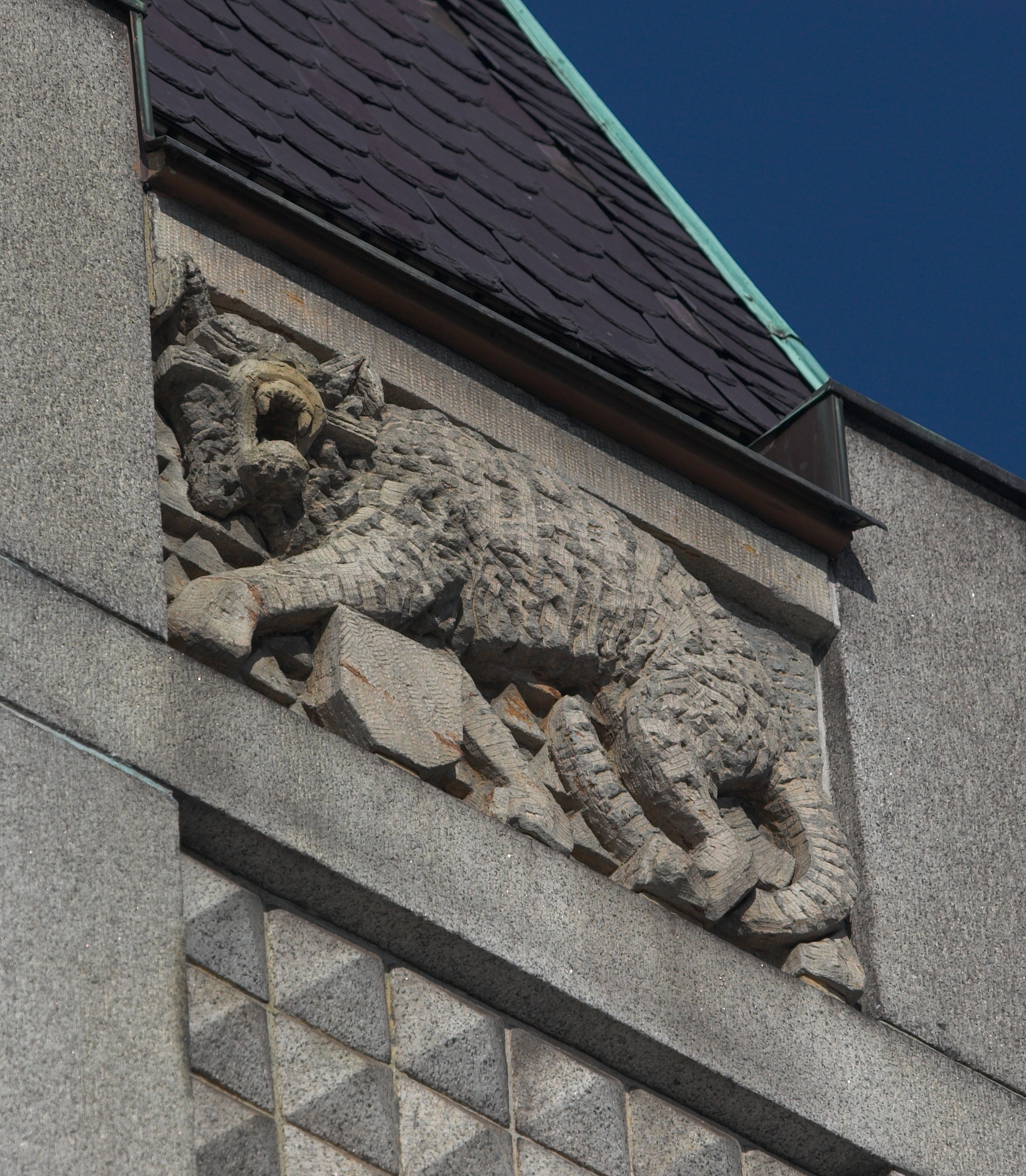
Ett reliefverk som avbildar en lo på museets fasad.
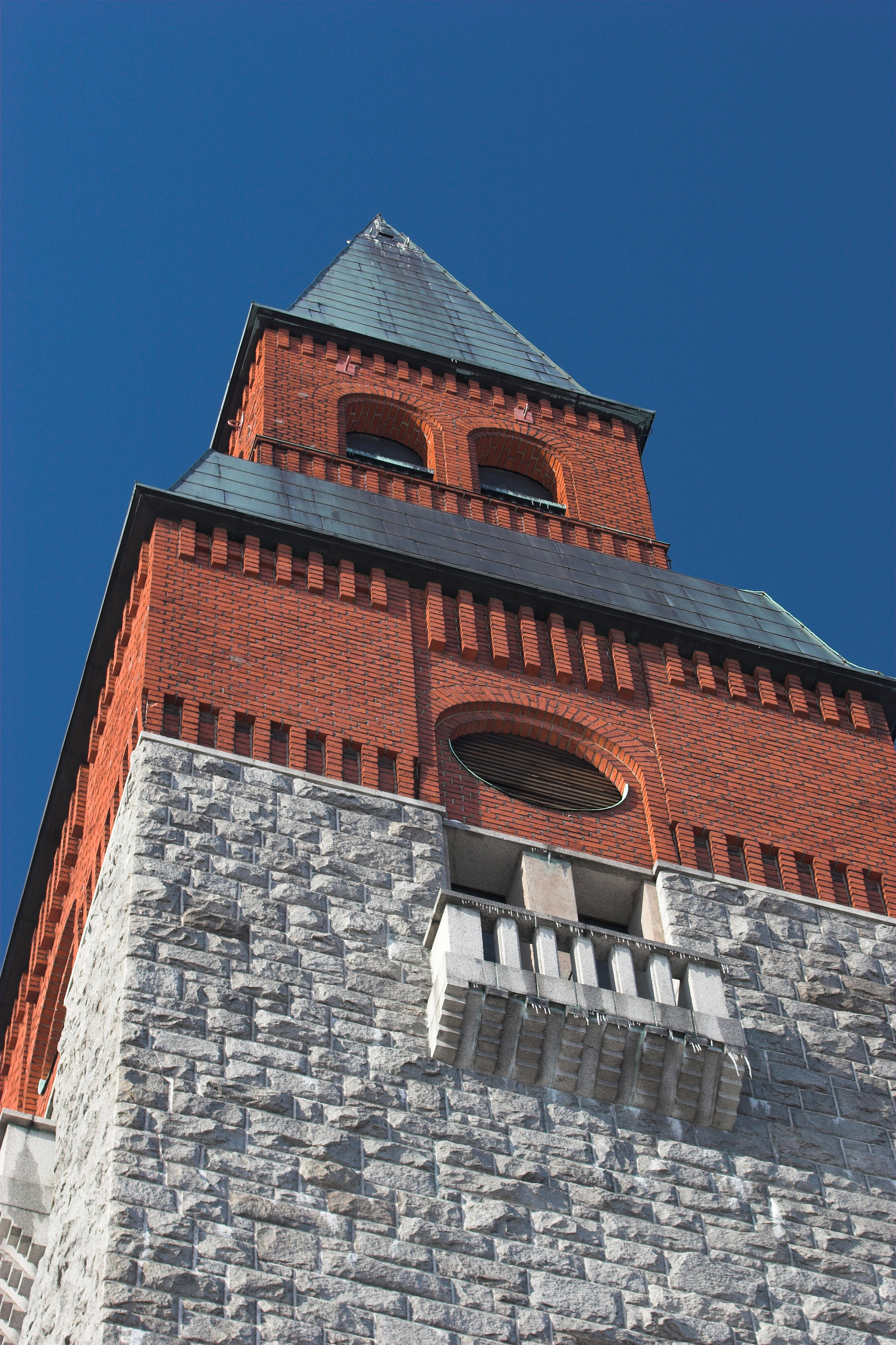
Den övre delen av museets torn.
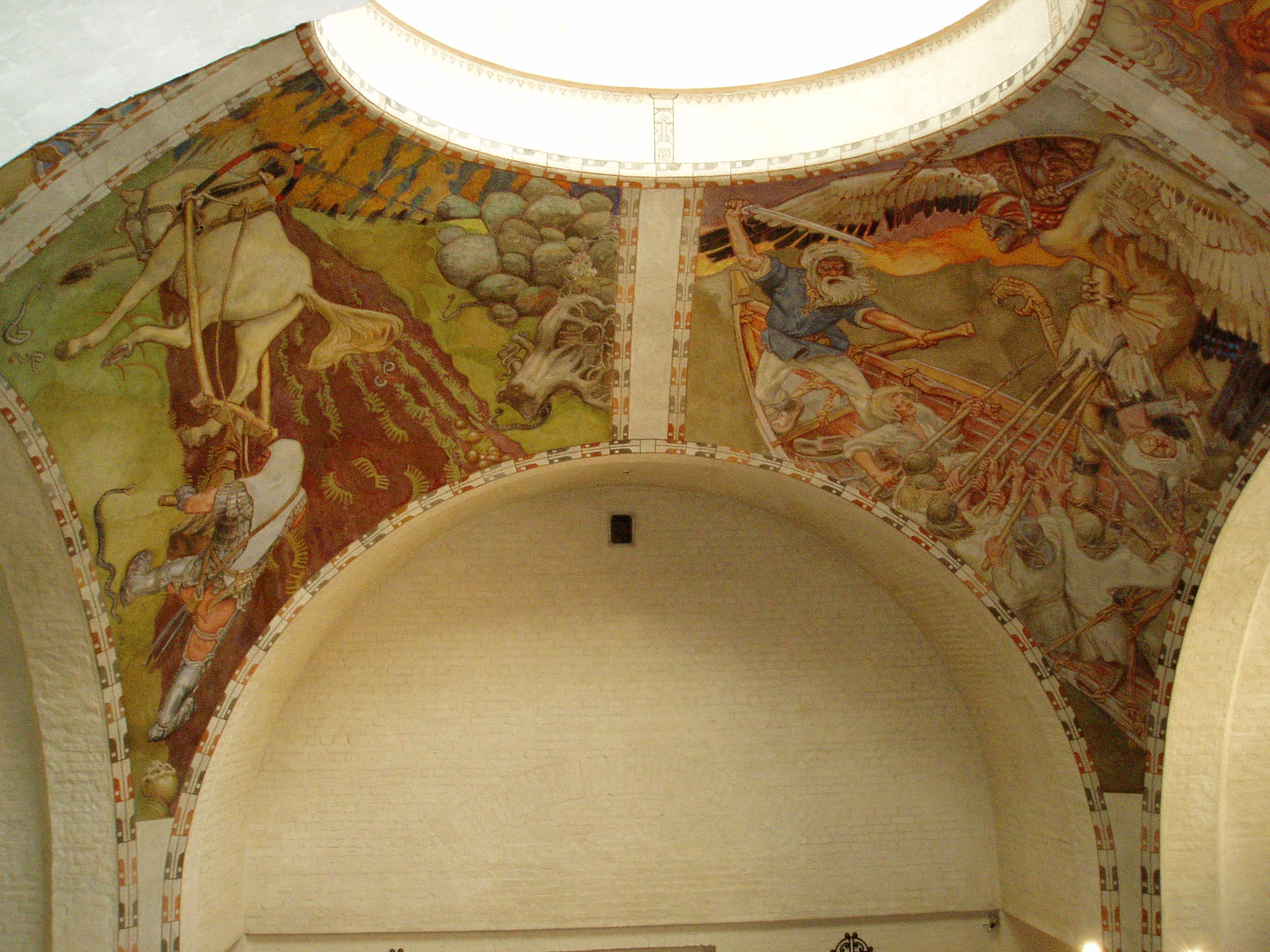
Freskerna i taket
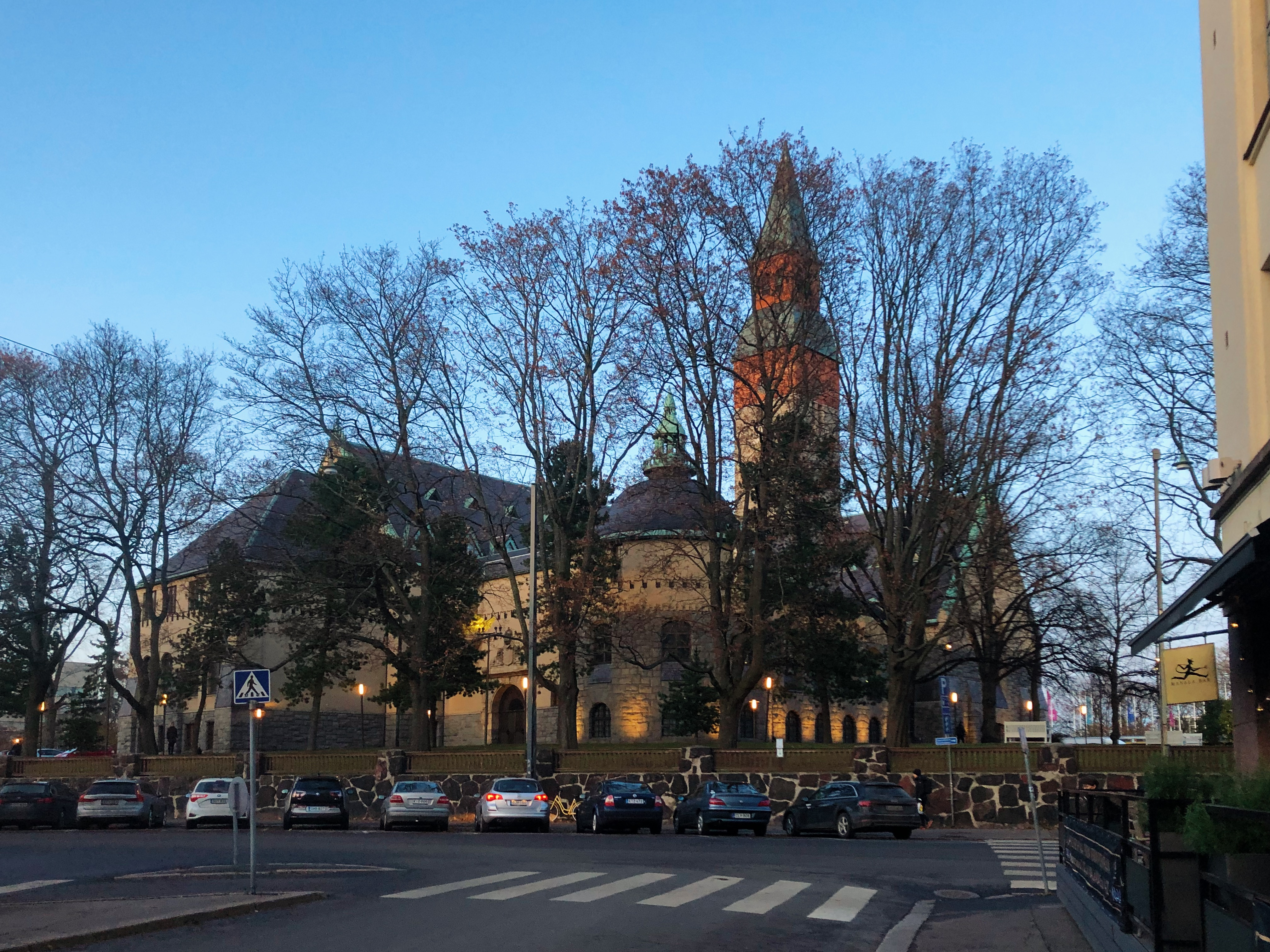
Nationalmuseet från Museigatan.